# Slavonski Šamac
Slavonski Šamac – wieś w Chorwacji, w żupanii brodzko-posawskiej, siedziba gminy Slavonski Šamac. W 2011 roku liczyła 996 mieszkańców.
Jest położony na wysokości 89 m n.p.m., na lewym brzegu Sawy. Naprzeciwko leży bośniacki Šamac. Przez miejscowość przebiega linia kolejowa Osijek – Đakovo – Sarajewo. Funkcjonuje w niej port rzeczny.
Dawniej miejscowość nosiła nazwy Šamac i Šamac Slavonski. Obecna nazwa została ustanowiona w 1920 roku.